# Diamonds from Sierra Leone
«Diamonds from Sierra Leone» — пісня американського репера Каньє Веста з його другого студійного альбому Late Registration. Пісню спродюсували Каньє Вест, Джон Брайон і Devo Springsteen.
Пісня спочатку була зосереджена навколо закриття Roc-A-Fella Records, але пізніше була перезаписана, коли Вест дізнався про криваві діаманти в Сьєрра-Леоне. Каньє Вест відбув прем'єру пісні для Hot 97 20 квітня 2005 року, а наступного місяця вона була представлена на мейнстрімових радіостанціях США як головний сингл альбому.
Пісня містить семпли з пісні «Diamonds Are Forever» у виконанні Ширлі Бессі. У приспіві Каньє вставив фразу «forever ever, forever ever» з пісні «Ms. Jackson» гурту OutKast. Лірика зосереджена на зображенні матеріального багатства з кривавими діамантами Сьєрра-Леоне та громадянською війною, що виникла в результаті. Пісня отримала загалом позитивні відгуки музичних критиків, які здебільшого похвалили ліризм Каньє Веста. Ця пісня була визнана найкращою реп-піснею на 48-й щорічній церемонії вручення премії «Греммі» та отримала одну з нагород «Поп» на BMI London Awards у 2006 році, а потім була названа журналом Slant одним із найкращих синглів 2000-х років. 
«Diamonds from Sierra Leone» досягла свого піку в чарті Billboard Hot 100, досягнувши 43-ї позиції на 12-му тижні чарту.

## Відеокліп
Відеокліп на пісню був знятий в Празі протягом трьох днів.

## Ремікс
Ремікс «Diamonds from Sierra Leone» за участю Jay-Z був надісланий на радіостанції США 15 червня 2005 року.

## Список композицій
Вініл
1. «Diamonds From Sierra Leone» (Explicit)
2. «Diamonds from Sierra Leone» (Instrumental)
3. «Diamonds from Sierra Leone» (Acappella)

CD
1. «Diamonds from Sierra Leone» (Main)
2. «Jesus Walks» (Remix) (Featuring Common & Mase)
3. «The New Workout Plan» (Remix) (Featuring Fonzworth Bentley, Luke, Twista)

## Чарти
| Чарт (2005)                               | Найвища позиція |
| ----------------------------------------- | --------------- |
| Australia (ARIA)                          | 52              |
| Австралія (ARIA) Urban Singles            | 19              |
| Данія (Tracklisten)                       | 9               |
| Фінляндія (Suomen virallinen lista)       | 17              |
| Німеччина (Media Control AG)              | 67              |
| Ірландія (IRMA)                           | 19              |
| Netherlands (Dutch Top 40 Tipparade)      | 3               |
| Нідерланди (Mega Single Top 100)          | 56              |
| Норвегія (VG-lista)                       | 16              |
| Швеція (Sverigetopplistan)                | 30              |
| Швейцарія (Media Control AG)              | 52              |
| Велика Британія (Official Charts Company) | 8               |
| Велика Британія (UK R&B Chart)            | 3               |
| США (Billboard Hot 100)                   | 43              |
| США (Hot R&B/Hip-Hop Songs) (Billboard)   | 21              |
| США (Rap Songs) (Billboard)               | 11              |
| США (Rhythmic) (Billboard)                | 24              |